# Ong-bak 2 : La Naissance du dragon
Série
Ong-bak
(2003) Ong-bak 3 : L'Ultime Combat
(2010)
Pour plus de détails, voir Fiche technique et Distribution.
Ong-bak 2 : La Naissance du dragon (thaï : องค์บาก 2 /  Ong-Bak 2) est un film thaïlandais réalisé par Tony Jaa et Panna Rittikrai sorti en 2008.
Il s'agit de la préquelle du film Ong-bak sorti en 2003. Une suite directe de Ong-bak 2 : La Naissance du dragon est sortie en 2010 sous le titre Ong-bak 3 : L'Ultime Combat.

## Synopsis
Ce film se passe dans plusieurs villages. Pour commencer, voyant l'empire ennemi dirigé par le seigneur Rajasena, le père du héros, Tien ( Tony Jaa), l'envoie dans un village allié.
Cependant, tout ne se passe comme prévu et le père de Tien (le seigneur Sihadecho) meurt au cours d'un duel à l'épée de la main d'un mystérieux assassin masqué œuvrant pour le compte du seigneur Rajasena.
Ce dernier assassine par ailleurs la mère du jeune garçon en lui décochant une flèche dans le dos, la tuant net.
Réussissant miraculeusement à s'enfuir, Tien se fait finalement capturer par des marchands d'esclaves.
Se rebellant contre ses tortionnaires, il est finalement jeté dans une fosse à crocodile.
C'est alors que des mystérieux vagabonds se mettent à attaquer les marchands d'esclaves tandis que celui qui semble être le chef des vagabonds jette un poignard à Tien en lui disant qu'il doit se battre pour sauver sa vie.
Tien réussi l'épreuve et terrasse le crocodile, sous le regard admiratif de son "sauveur", Chernang le commandant des brigands de Garuda . Les brigands ayant massacré entre-temps tous les marchands d'esclaves grâce à leurs talents prodigieux en arts martiaux l'emmènent avec eux dans leur village caché.
Ici, Tien apprendra durant les années qui feront de lui un homme la voie des arts martiaux et deviendra rapidement l'un des plus doués de son village.
À présent adulte, Tien passe avec brio l'épreuve lui accordant de droit d'être reconnu à son tour comme un brigand de Garuda en terrassant trois adversaires successifs dans trois combats sans temps mort : le premier au katana, le second au Kung Fu et le troisième au Muai Thaï. Désormais reconnu comme un brigand meurtrier, il participe à diverses escarmouches avec ses nouveaux frères visant à s'emparer de trésors et notamment divers statues du bouddha Ong Bak.
Cependant cette nouvelle vie ne peut lui permettre d'oublier ses blessures passées et il désire plus que jamais venger de la mort de son père.
Il se rend donc au sein de l'empire à présent gigantesque du seigneur Rasjena et, après avoir effectué pour celui-ci un numéro de danse traditionnelle le visage masqué  il utilise les compétences enseignées par ses mentors pour surprendre sa cible et lui tranche l'abdomen ainsi que le dos, puis s'enfuit et retourne au village caché des brigands de Garuda : son père peut désormais reposer en paix.
Cependant, à son retour une surprise l'attend : ses compagnons ont tous disparus et Tien doit alors faire face à une véritable armée de mystérieux ninjas masqués qui s'en prennent à lui.
Réussissant tant bien que mal à se défaire de ses assaillants grâce à sa prodigieuse maîtrise des différents styles de combats et armes blanches lui permettant de s'adapter aux différents adversaires (Katana Japonais, Cimeterre Thaïlandais, Épée traditionnelle chinoise, Muai Thaï, Kung Fu...), Tien fini par être dépassé par le nombre et ne doit son salut qu'a l'intervention d'un éléphant qui s'interpose entre lui et ses adversaires.
Reprenant peu à peu l'avantage Tien est finalement vaincu par un mystérieux personnage : l'homme corbeau.
Cet étrange personnage imitant la gestuelle, les cris et le comportement d'un corbeau semble doté de faculté surhumaines couplées à une parfaite connaissance des arts martiaux face auxquelles Tien ne peut rien.
Il aura juste le temps de se relever pour constater qu'il est désormais encerclé par les soldats du seigneur Rajanesa qu'il pensait avoir tué !
Celui-ci révèle alors la supercherie : sous ses atours royaux se cache en fait une armure ultra résistante ayant dévié les coups meurtriers de Tien.
À la suite de sa victoire sur le jeune garçon qui ne peut désormais plus rien face à une véritable armée, le seigneur Rajanesa ordonne alors au chef des ninjas que Tien reconnait comme étant le meurtrier de son père de l'affronter.
Cependant une grande surprise attend encore le jeune garçon : lorsque son adversaire ôte son masque il découvre que celui-ci est en réalité le chef des brigands de Garuda, soit l'homme qui l'a élevé et enseigné tout ce qu'il sait.
Tien doit donc affronter le meurtrier de son père, lequel se révèle être son père adoptif dans un combat désespéré.
Au terme de celui-ci, le jeune garçon tranche à contre cœur la gorge de son adversaire dans un cri de douleur, puis, tombe au sol totalement abattu, au côté du corps désormais inanimé de son père adoptif.
Le film s'achève sur la victoire du seigneur Rajanesa dont les hommes emmènent Tien pour être torturé puis exécuté.

## Fiche technique
- Titre : Ong-bak 2 : La Naissance du dragon
- Titre original : องค์บาก 2 (Ong-Bak 2)
- Réalisateur : Tony Jaa, Panna Rittikrai[3]
- Pays d’origine :  Thaïlande
- Société de distribution : EuropaCorp Distribution (France)
- Genre : Action, Arts martiaux
- Budget : 8 000 000 $
- Date de sortie : 
  -  Thaïlande : 5 décembre 2008[4]
  -  France : 22 juillet 2009

Déconseillé aux moins de 12 ans

## Distribution[5]
- Tony Jaa (thaï : พนม ยีรัมย์ / Panom Yeerum) (VF : Stéphane Marais) : Tien
- Natdanai Kongthong (VF : Alexandre Nguyen) : Tien jeune
- Santisuk Promsiri (สันติสุข พรหมศิริ) (VF : Thierry Kazazian) : Le seigneur Sihadecho, père de Tien
- Pattama Panthong (ปัทมา ปานทอง) : Dame Plai
- Petchtai Wongkamlao  : Mein (ou Mhen)
- Primorata Dejudom (พริมตา เดชอุดม) (VF : Emmylou Homs) : Pim
- Prarinya Karmkeaw : Pim jeune
- Nirut Sirichanya (VF : Hervé Jolly) : Maître (Phra) Bua
- Sarunyu Wongkrachang (VF : Éric Marchal) : Le seigneur Rasajena
- Sorapong Chatree  : Chernang (ou Chernung), le commandant des brigands de Garuda
- Supakorn Kitsuwon : Le Maître d'armes
- Tim Man : Black Ninja
- Dan Chupong : Crow Ghost (non crédité)

 Source et légende  : Version Française (V.F.) sur Voxofilm